# Susan Finnegan
Susan Finnegan (* 20. Oktober 1903, Belfast, Nordirland; † 20. Juni 1995, London) war eine britische Zoologin, die sich auf das Studium von Milben (mites) und Zecken (ticks) spezialisiert hatte. Sie war die erste Frau, die am Natural History Museum in London 1927 auf eine wissenschaftliche Stelle ernannt wurde, und war die erste Frau, die eine Gattung von Skorpionen, Apistobuthus, beschrieb und benannte. Zwei Skorpionarten wurden nach ihr benannt. Finnegan musste ihren Posten 1936 aufgeben, als sie ihren Kollegen Walter Campbell Smith heiratete.

## Leben

### Familie
Finnegan wurde am 20. Oktober 1903 in Belfast geboren. Sie war die jüngste Tochter von John Maxwell Finnegan und Susanna Wilson Dobbin. Einer ihrer Brüder, Robert Thompson Finnegan, fiel im Ersten Weltkrieg bei der Operation Michael bei St. Quentin im März 1918. Ihr anderer Bruder, Thomas Finnegan (1901–1964), war später Präsident der Selly Oak Colleges.

### Bildung
Finnegan erhielt ihre Ausbildung am Victoria College und später an der Queen’s University Belfast, wo sie mit einem BSc. abschloss. Sie studierte dann am Newnham College in Cambridge als Forschungsstudentin (1925–1927). Sie vollendete ihr Doktorstudium 1928 und erhielt 1930 einen Ph.D. von der University of Cambridge. Ihre Thesis bzw. Studienabschlussarbeit verfasste sie über Krebstiere, die der englische Zoologe Cyril Crossland bei der St. George-Expedition 1924 im Pazifik gesammelt hatte. Sie publizierte ihre Arbeit 1931.
Im Juli 1927 wurde Finnegan zur stellvertretenden Museumswärterin (assistant keeper) in der Zoologieabteilung des Natural History Museum ernannt, wo sie vom September 1927 bis Juli 1936 Leiterin der Arachniden-Abteilung war. Sie war die erste Frau, die eine wissenschaftliche Stelle erhielt. In dieser Rolle arbeitete sie intensiv über Acari (Milben und Zecken) sowie über Spinnen und Skorpione. Sie veröffentlichte eine Reihe wissenschaftlicher Artikel, einschließlich der Beschreibung von drei neuen Arten von Milben, die sie an Spinnen, Schlangen und Seelöwen gefunden hatte. Sie hielt regelmäßig sonntagnachmittags im Natural History Museum öffentliche Vorträge über Spinnen und Skorpione.
Finnegan wurde 1928 zum Fellow der Linnean Society berufen.

## Neue Gattung von Skorpionen
Im Jahr 1932 beschrieb Finnegan drei Exemplare eines neuen Skorpions, die der britische Forscher Bertram Thomas in der Rub-al-Chali-Region im Süden der Arabischen Halbinsel gesammelt hatte. Sie erkannte, dass diese Exemplare alle ein einzigartiges scheibenförmiges Abdominalsegment besaßen, das man zuvor bei Skorpionen nicht gesehen hatte, und ordnete sie einer neuen Gattung zu, Apistobuthus. Es stellte sich heraus, dass alle drei Tiere noch unreif waren, und erst 1960 wurde ein erwachsener weiblicher Skorpion dieser Gattung beschrieben, anhand von Exemplaren, die Wilfred Thesiger im Wadi Andhur im Oman gesammelt hatte. Finnegan war die erste Wissenschaftlerin, die eine neue Gattung von Skorpionen beschrieb. In Anerkennung ihrer Beiträge zum Studium von Skorpionen wurden zwei Arten nach ihr benannt: Hottentotta finneganae und Apistobuthus susanae.

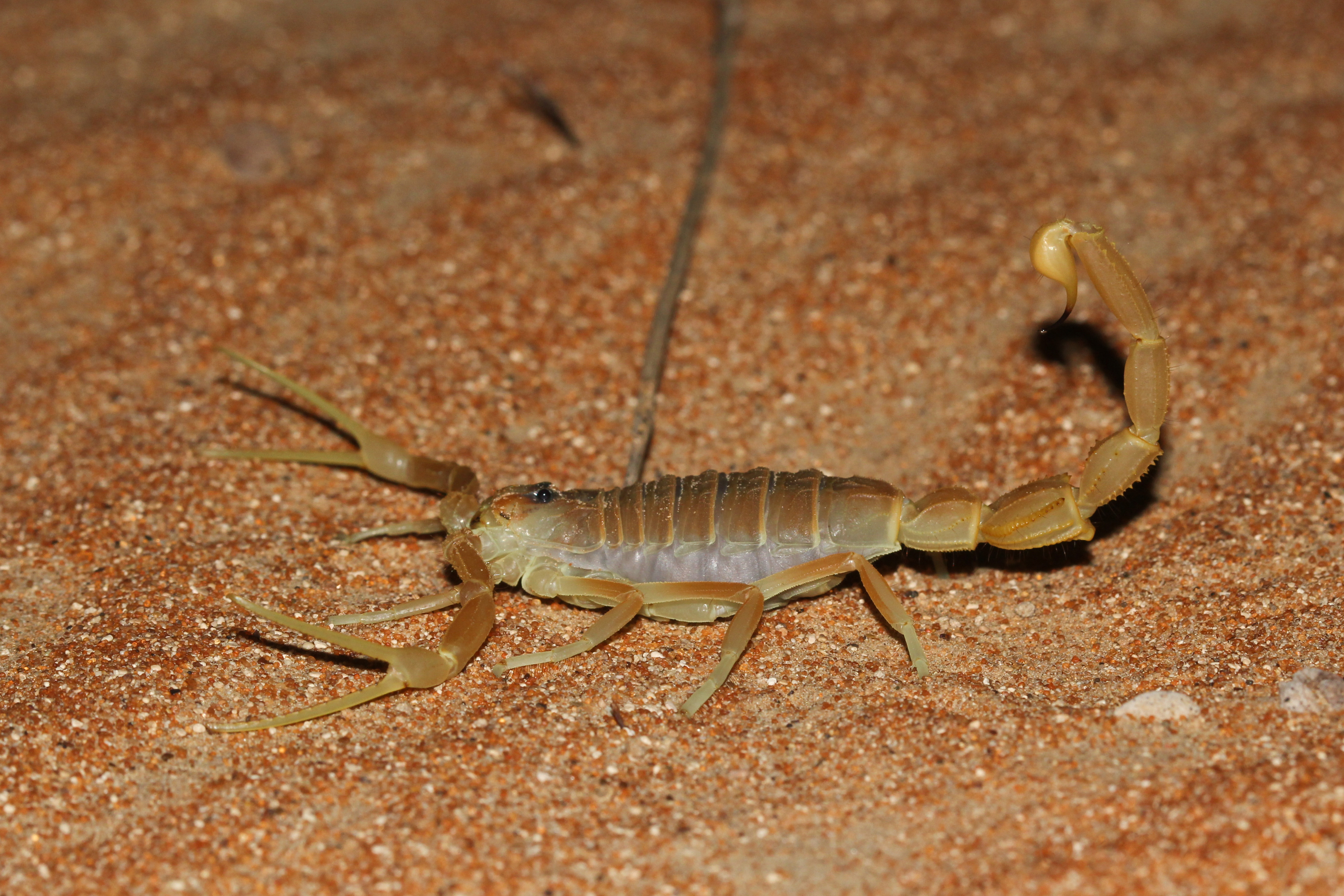
Apistobuthus pterygocercus
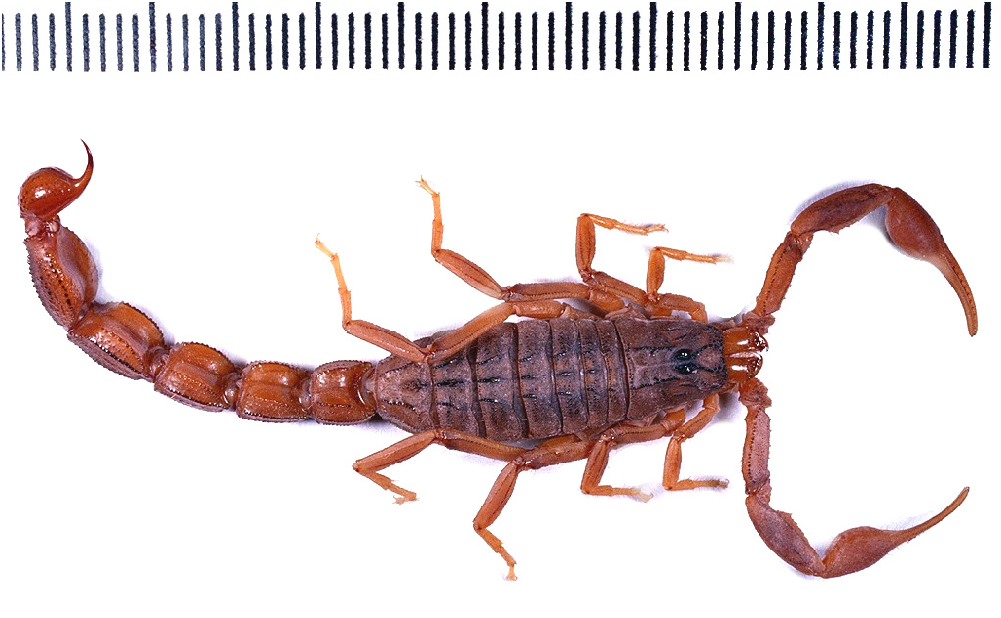
Hottentotta finneganae
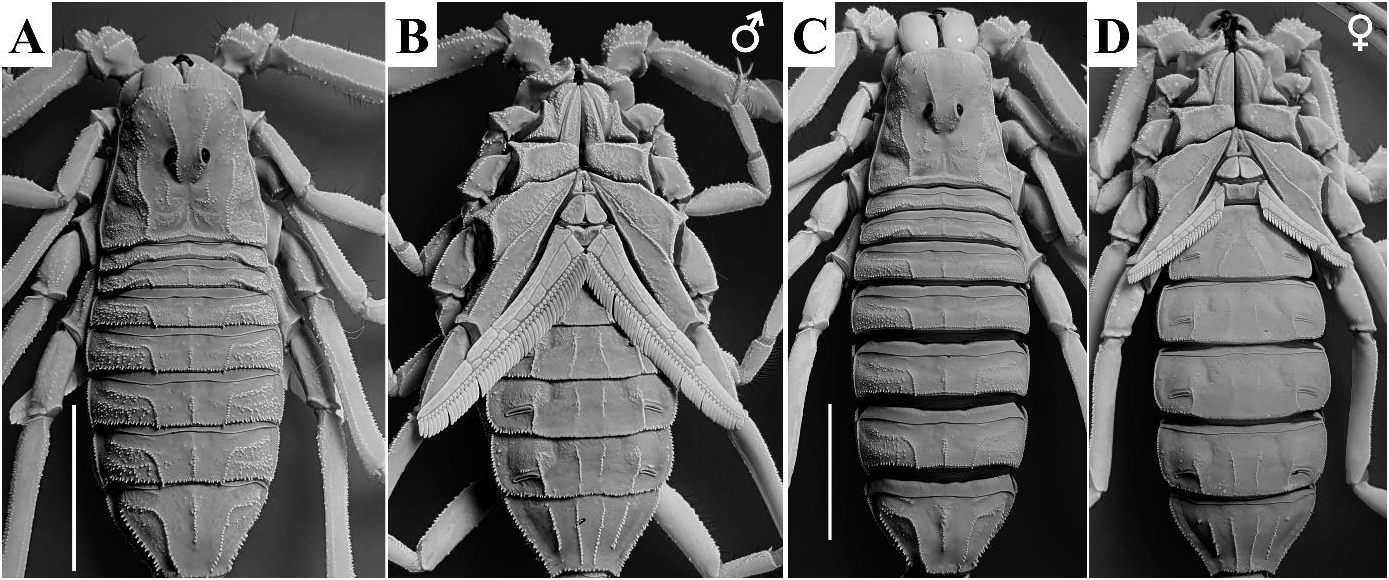
Apistobuthus susanae

## Ehe
Finnegan heiratete 1936 ihren Kollegen Walter Campbell Smith. Campbell Smith arbeitete damals in der Mineralogie-Abteilung des Museums, und Finnegan musste ihren Posten für die Heirat aufgeben, da in dieser Zeit ein Civil Service Marriage Bar (Heiratsverbot für den Beamtendienst) im Vereinigten Königreich gültig war. Finnegan benutzte nach ihrer Heirat in Berufskreisen weiterhin ihren Mädchennamen.
Finnegan hatte einen Sohn und eine Tochter sowie sieben Enkelkinder. Ihr Ehemann starb 1988 im Alter von 101 Jahren, und Finnegan starb am 20. Juni 1995.